# 赵文良
赵文良（Chew Men Leong），新加坡华人，2007年至2011年之间担任新加坡共和国海军部队总长，少将军衔，2011年退伍，现任新加坡公用事业局总裁。

## 生平
赵文良早年在新加坡莱佛士初级学院念高中，1985年毕业。1987年，他荣获武装部队海外奖学金，前往英国伦敦帝国学院研究电机工程学和电子工程学，1990年毕业并获得学士（一级荣誉）学位。2001年，他获得武装部队研究生奖学金，前往美国史丹佛大学研究管理学，一年后毕业并获得理学硕士学位。
赵文良于1985年加入新加坡武装部队，在海军部队工作，曾担任过以下职务：活力号指挥官（1988年－2000年）、海军188中队指挥官（2000年）、第一分遣队司令（2001年）、三军计划与变革部主任（2002年－2004年）、海军舰队司令（2004年－2005年）、海军作战处处长（2006年）和海军参谋长（2006年－2007年）。他在2007年8月31日接替戴荣利当海军总长，2011年3月29日退伍。
赵文良在退伍后被任命为公用事业局总裁，至今仍然担任此职。与此同时，他也担任以下职务：环境及水业计划办公室执行总监、公用事业局顾问私人有限公司主席、裕廊港私人有限公司董事会会员、李光耀公共政策学院水源政策研究所国际顾问团成员、品质奖管理委员会会员等等。
赵文良获得的奖勋包括行政功绩奖章（金，武装部队）（2008年）和法国荣誉军团勋章（军官勋位）（2011年）。